# Margut
Margut és un municipi francès situat al departament de les Ardenes i a la regió del Gran Est. L'any 2007 tenia 790 habitants.

## Demografia

### Població
El 2007 la població de fet de Margut era de 790 persones. Hi havia 286 famílies de les quals 75 eren unipersonals (20 homes vivint sols i 55 dones vivint soles), 78 parelles sense fills, 121 parelles amb fills i 12 famílies monoparentals amb fills.
La població ha evolucionat segons el següent gràfic:
Habitants censats

### Habitatges
El 2007 hi havia 333 habitatges, 295 eren l'habitatge principal de la família, 18 eren segones residències i 21 estaven desocupats. 307 eren cases i 25 eren apartaments. Dels 295 habitatges principals, 189 estaven ocupats pels seus propietaris, 96 estaven llogats i ocupats pels llogaters i 10 estaven cedits a títol gratuït; 3 tenien una cambra, 4 en tenien dues, 21 en tenien tres, 69 en tenien quatre i 199 en tenien cinc o més. 171 habitatges disposaven pel capbaix d'una plaça de pàrquing. A 145 habitatges hi havia un automòbil i a 99 n'hi havia dos o més.

### Piràmide de població
La piràmide de població per edats i sexe el 2009 era:
| Homes | Edats   | Dones |
| ----- | ------- | ----- |
| 0     | 95 o +  | 0     |
| 8     | 90 a 94 | 4     |
| 4     | 85 a 89 | 16    |
| 8     | 80 a 84 | 8     |
| 8     | 75 a 79 | 16    |
| 12    | 70 a 74 | 16    |
| 16    | 65 a 69 | 20    |
| 8     | 60 a 64 | 16    |
| 16    | 55 a 59 | 4     |
| 28    | 50 a 54 | 24    |
| 36    | 45 a 49 | 32    |
| 32    | 40 a 44 | 28    |
| 32    | 35 a 39 | 40    |
| 40    | 30 a 34 | 24    |
| 20    | 25 a 29 | 28    |
| 20    | 20 a 24 | 12    |
| 40    | 15 a 19 | 44    |
| 36    | 10 a 14 | 52    |
| 40    | 5 a 9   | 16    |
| 16    | 0 a 4   | 20    |

## Economia
El 2007 la població en edat de treballar era de 499 persones, 322 eren actives i 177 eren inactives. De les 322 persones actives 275 estaven ocupades (173 homes i 102 dones) i 47 estaven aturades (22 homes i 25 dones). De les 177 persones inactives 34 estaven jubilades, 65 estaven estudiant i 78 estaven classificades com a «altres inactius».

### Ingressos
El 2009 a Margut hi havia 307 unitats fiscals que integraven 823,5 persones, la mediana anual d'ingressos fiscals per persona era de 13.697 €.

### Activitats econòmiques
Dels 33 establiments que hi havia el 2007, 1 era d'una empresa alimentària, 3 d'empreses de fabricació d'altres productes industrials, 3 d'empreses de construcció, 11 d'empreses de comerç i reparació d'automòbils, 1 d'una empresa de transport, 3 d'empreses d'hostatgeria i restauració, 3 d'empreses financeres, 1 d'una empresa de serveis, 6 d'entitats de l'administració pública i 1 d'una empresa classificada com a «altres activitats de serveis».
Dels 6 establiments de servei als particulars que hi havia el 2009, 1 era una gendarmeria, 1 oficina de correu, 1 una oficina bancària, 1 guixaire pintor, 1 fusteria i 1 perruqueria.
Dels 3 establiments comercials que hi havia el 2009, 1 era una botiga de més de 120 m², 1 una botiga de menys de 120 m² i 1 una peixateria.
L'any 2000 a Margut hi havia 8 explotacions agrícoles que ocupaven un total de 424 hectàrees.

## Equipaments sanitaris i escolars
El 2009 hi havia 1 farmàcia i 1 ambulància.
El 2009 hi havia una escola elemental.

## Poblacions més properes
El següent diagrama mostra les poblacions més properes.